# 오다촌 (효고현)
오다촌(小田村)은 효고현 가와베군에 있던 촌이다. 현재의 아마가사키시의 동부, JR 아마가사키역을 중심으로 한 지역에 해당한다.
대체로 북쪽은 메이신 고속도로, 서쪽은 후쿠치야마선, 동쪽은 이나가와강, 남쪽은 한신 난바선으로 둘러싸인 지역에 해당한다. 메이지 말기부터 한신 공업지대의 중심지로 발전을 거듭해 합병 직전에는 아마가사키시(초대)와 비슷한 인구를 보유하고 있었다. 현재의 아마가사키시 마크는 초대 시 마크에 오다무라의 '소(小)'자를 조합한 것이다.

## 역사
- 1889년 4월 1일 - 정촌제 시행에 의해 가와베군 오다촌이 성립하였다.
- 1936년 4월 1일 - 아마가사키시와 신설합병해, 새로운 아마가사키시가 성립하여, 동일 오다촌은 폐지되었다.

## 인구
- 1920년 20,262
- 1925년 30,760
- 1930년 40,290
- 1935년 54,484

## 교통

### 철도
- 철도성
  - 도카이도 본선
  - 후쿠치야마선
- 한신 전기 철도
  - 본선
  - 한신 난바선
  - 고쿠도선

### 도로
- 국도 제2호선

## 참고문헌
- 가도카와 일본지명 대사전 28권 효고현